# Jonathan Mensah
Jonathan Mensah, född 13 juli 1990 i Accra, är en ghanansk fotbollsspelare (försvarare) som spelar för Columbus Crew SC.

## Klubbkarriär
Mensah debuterade i moderklubben Ashanti Golds A-lag säsongen 2007–2008 men värvades inför nästkommande säsong av sydafrikanska Free State Stars. Under en och en halv säsong i klubben spelade Mensah 39 ligamatcher och gjorde 1 mål. I november 2009 offentliggjorde Udinese att man kommit överens med Free State Stars om en övergång för Mensah som skulle genomföras när transferfönstret öppnade i januari. Eftersom Udinese hade fyllt kvoten för hur många utländska spelare de fick ha i klubben lånades Mensah ut till spanska Segunda División-klubben Granada under resterande del av säsongen.

## Landslagskarriär
Mellan 2007 och 2010 spelade Mensah 19 matcher för Ghanas U20-landslag och var bland annat med och vann U20-VM 2009. Han blev uttagen i Ghanas trupp till Afrikanska mästerskapet 2010 men spelade ingenting under turneringen där Ghana slutade på en andraplats efter att ha förlorat finalen mot Egypten. Mensah spelade sin första landskamp i mars samma år och blev sedan uttagen till VM 2010.